# Partit Comunista de l'Uruguai
El Partit Comunista de l'Uruguai (PCU) és un partit polític de l'Uruguai que forma part de la coalició del Front Ampli. Va ser fundat el 21 de setembre de 1921, a partir d'un grup pertanyent al PSU, el qual va donar suport a la Revolució Russa de 1917 i a la III Internacional.
El 1914, quan molts militants del PSU van donar el seu suport als aliats, alguns dirigents del partit no es van pronunciar sobre el tema. El sector predominant del PSU es trobava influenciat per les idees de Kautski i per l'esquerra socialista. La Revolució Russa del 1917 va fer encara més notòries les diferències entre els membres del PSU, per la qual cosa un sector es va anar separant i va donar el seu suport incondicional al bolxevisme.
El 1962 va tenir lloc el primer intent per unificar els moviments de l'esquerra amb la creació del Front Esquerra d'Alliberament (en castellà i oficialment, Frente Izquierda de Liberación). Aquesta iniciativa va comptar amb el suport del PCU, de sectors esquerrans independents i de grups escindits dels tradicionals Partit Colorado i Partit Nacional. El 1965 es van reunir més de 300 organitzacions socials de l'Uruguai durant el "Congrés del Poble". Sis anys després, el PCU va participar activament de la fundació del Front Ampli.
Pel que fa a les aliances del PCU amb altres moviments i partits polítics, durant les generals del 1984 va proposar una nova llista sota el nom de "Democràcia Avançada" (10.001). Per a les eleccions del 1989, va tornar a presentar-se però, en aquesta oportunitat, ho va fer amb una altra llista, la nom. 1.001. En aquesta ocasió, el PCU va defensar valors més genèrics i no força radicals, cosa que li va permetre obtenir el millor resultat electoral de la seva història: 3 senadors i 11 diputats.
Entre els líders històrics del nou moviment comunista destaquen Eugenio Gómez, Celestino Mibelli i Rodney Arismendi. D'altra banda, la filla de Rodney, Marina Arismendi (ministra de Desenvolupament Social 2005-2010 i 2015-2020), va ser presidenta del partit fins al 2006, quan va ser reemplaçada per Eduardo Lorier.

## Resultats electorals

### Presidencials
| Any  | Coalició        | Candidat                   | Vots      | %        | Vots      | %        | Resultat |
| Any  | Coalició        | Candidat                   | 1a volta  | 1a volta | 2a volta  | 2a volta | Resultat |
| ---- | --------------- | -------------------------- | --------- | -------- | --------- | -------- | -------- |
| 1942 |                 | Eugenio Gómez              | 14,330    | 2,5 %    | -         | -        | Derrota  |
| 1946 |                 | Eugenio Gómez              | 32,680    | 5,03 %   | -         | -        | Derrota  |
| 1950 |                 | Eugenio Gómez              | 19,026    | 2 %      | -         | -        | Derrota  |
| 1954 |                 | Eugenio Gómez              | 19,541    | 2.22 %   | -         | -        | Derrota  |
| 1958 |                 | Francisco R. Pintos        | 27,080    | 2.69 %   | -         | -        | Derrota  |
| 1962 | FIDEL           | Aguirre González Pastorino | 40,886    | 3.49 %   | -         | -        | Derrota  |
| 1966 | FIDEL           | Aguirre González Pastorino | 69,750    | 5.66 %   | -         | -        | Derrota  |
| 1971 | FA              | Líber Seregni              | 304,275   | 18.3%    | -         | -        | Derrota  |
| 1984 | FA              | Juan José Crottogini       | 401,104   | 21.3%    | -         | -        | Derrota  |
| 1989 | FA              | Liber Seregni              | 418,403   | 20.35%   | -         | -        | Derrota  |
| 1994 | Front Ampli\|FA | Tabaré Vázquez             | 621,226   | 30.6%    | -         | -        | Derrota  |
| 1999 | FA              | Tabaré Vázquez             | 861,202   | 40.1%    | 982,049   | 45.9%    | Derrota  |
| 2004 | FA              | Tabaré Vázquez             | 1,124,761 | 51.7%    | 1,124,761 | 51.68%   | Electe   |
| 2009 | Front Ampli\|FA | José Mujica                | 1,105,262 | 47.96%   | 1,197,638 | 54.63%   | Electe   |
| 2014 | FA              | Tabaré Vázquez             | 1,134,187 | 47.81%   | 1,226,105 | 53.48%   | Electe   |
| 2019 | Front Ampli\|FA | Daniel Martínez            | 949,376   | 40.49%   | 1,152,271 | 49.21%   | Derrota  |
| 2024 | FA              | Yamandú Orsi               | 1.071.826 | 43,94%   | 1,196,601 | 52.08%   | Electe   |

### Legislatives
| Any  | Coalició        | Vots    | %    | Diputats | +/− | Senadors              | +/−                   | Govern   | Pos. |
| ---- | --------------- | ------- | ---- | -------- | --- | --------------------- | --------------------- | -------- | ---- |
| 1938 | PLP             | 5,736   | 1,5% | 1 / 99   | Nou | No presenta candidats | No presenta candidats |          | 3r   |
| 1942 | -               | 14,330  | 2,5% | 2 / 99   | 1   | 0 / 30                | Nou                   |          | 5è   |
| 1946 | -               | 32,680  | 4,9% | 5 / 99   | 3   | 1 / 30                | 1                     |          | 5è   |
| 1950 | -               | 19,026  | 2,3% | 2 / 99   | 3   | 0 / 30                | 1                     |          | 5è   |
| 1954 | -               | 19,541  | 2,2% | 2 / 99   | =   | 0 / 30                | =                     |          | 6è   |
| 1958 | -               | 27,080  | 2.7% | 2 / 99   | =   | 0 / 30                | =                     |          | 5è   |
| 1962 | FIDEL           | 40,886  | 3,5% | 3 / 99   | 1   | 1 / 30                | 1                     |          | 3r   |
| 1966 | FIDEL           | 69,750  | 5,7% | 5 / 99   | 2   | 1 / 30                | =                     |          | 3r   |
| 1971 | Front Ampli\|FA | S/D     | S/D  | 4 / 99   | 1   | 1 / 30                | =                     | Oposició | 3r   |
| 1984 | FA              | 113.112 | 5,9% | 4 / 99   | =   | 2 / 30                | 1                     | Oposició | = 3r |
| 1989 | FA              | 187.863 | 9,5% | 11 / 99  | 7   | 4 / 30                | 2                     | Oposició | = 3r |
| 1994 | FA              | S/D     | 2,9% | 2 / 99   | 9   | 0 / 31                | 4                     | Oposició | = 3r |
| 1999 | FA              | S/D     | S/D  | 1 / 99   | 1   | 0 / 30                | =                     | Oposició | 1st  |
| 2004 | FA              | 69.045  | 3,1% | 2 / 99   | 1   | 0 / 30                | =                     | Majoria  | = 1r |
| 2009 | FA              | 69.973  | 3,0% | 2 / 99   | =   | 0 / 30                | =                     | Majoria  | = 1r |
| 2014 | FA              | 71.698  | 3,0% | 1 / 99   | 1   | 1 / 30                | 1                     | Majoria  | = 1r |
| 2019 | Front Ampli\|FA | 154.407 | 6,3% | 6 / 99   | 5   | 2 / 30                | 1                     | Oposició | = 1r |
| 2024 | FA              | 128.101 | 5,2% | 5 / 99   | 1   | 2 / 30                | =                     | Minoria  | = 1r |